# Wamba
Wamba (c. 630-688) je bil vizigotski kralj, ki je vladal med leti 672 in 680, naslednik kralja Rekesvinta.

## Življenjepis
Čeprav je sprva zaradi visoke starosti imenovanje zavrnil, je Wambo (čigar rojstni kraj ni dokumentiran, legenda, ki mu pripisuje rojstvo v Pujerri, pa gotovo ni resnična, saj Kraljeva zgodovinska akademija pravi, da je »že leta 655 zasedal zelo pomemben položaj v tako imenovani 'palatinski pisarni', ki so jo sestavljali najvišji predstavniki skupine vladajočih plemičev«) plemstvo prisililo sprejeti prestol 1. septembra 672 v kraju Gertici ali Gérticos, pozneje imenovanem Wamba v njegovo čast (Valladolid), kjer je umrl njegov predhodnik Rekesvint. Da njegova izvolitev ne bi veljala za uzurpacijo, je na lastno pobudo zahteval, da ga v Toledu, kjer je bil prvi med španskimi kralji maziljen, 20. septembra krona škof Quirico v pretorijanski cerkvi svetih Petra in Pavla.
Njegova vladavina ni bila lahka, saj je skoraj ves čas zatiral notranje boje plemstva proti monarhiji, plemičev med seboj, katoličanov proti arijancem in hispanskega prebivalstva proti Vizigotom. Poleg tega je moral zatreti zaporedne upore Asturjev in Vaskonov, leta 672 pa se je moral zoperstaviti novi, neznani nevarnosti: vpadu Severnoafričanov ali Arabcev, ki so skušali prodreti na polotok skozi Algeciras; ta poskus so odvrnili Vizigoti in Hispani.
V regiji Septimanija v Galiji (jugovzhodno od današnje Francije) se je leta 673 zgodil upor nekaterih vizigotskih plemičev pod vodstvom Ilderika, ki se je razglasil za kralja. Wamba je poslal vojvodo Pavla, da bi upor zatrl, a je ta v Narbonnu sprožil lasten upor. Pavel je nadomestil Ilderika in se razglasil za kralja v Gironi. V teh razmerah je Wamba, ki se je takrat boril proti Vaskonom, ki so vdirali v Kantabrijo, izvedel bliskovito operacijo in jih premagal. Nato se je odpravil na prizorišče in s silo zavzel Tarragono, Barcelono in Narbonne ter nazadnje premagal vstajo in ujel Paula, ki je se moral po ulicah Toleda sprehoditi z ribjo kostjo na glavi. Zaradi teh dogodkov je Wamba preuredil svojo vojsko in razglasil zakon, po katerem so se morali plemiči in cerkveni uslužbenci (pod kaznijo smrti, zaplembe premoženja in izgona) pridružiti vojski v primeru vdora ali upora. To je bil tako imenovani vojaški zakon, ki ga je njegov naslednik Ervigij precej ublažil.
Po izročilu naj bi kralj Wamba, potem ko je zatrl upor v Narbonnu, od tod prinesel relikvije mučenca svetega Antonina, vizigotskega princa, usmrčenega v Toulousu konec 5. stoletja. Shranili so jih v kasnejšo kripto svetega Antonina v katedrali v Palenciji.
Wamba je leta 675 sklical tudi enajsti koncil v Toledu, na katerem so bili sprejeti ukrepi za odpravo cerkvenih zlorab in slabosti.
Domneva se, da je bil toledski metropolit Julijan II. vpleten v zaroto, ki je povzročila konec oblasti kralja Wambe. Kralja so prevarali in omamili, ter ga v tem stanju tonzurirali, oblekli v meniški habit in ga prisilili, da se je odpovedal kroni.

## Smrt in grobnica
Kralj Wamba se je umaknil v samostan črnih menihov San Vicente v Pampliegi v Burgosu, ki ne deluje več, in tam umrl leta 688. Njegovo truplo je bilo pokopano pred vrati cerkve samostana San Vicente in tam ostalo do 13. stoletja, ko je Alfonz X. Kastiljski ukazal prenesti njegove ostanke v cerkev svete Leokadije, ki se nahaja poleg Alcázarja v Toledu, kamor so bili prenešeni tudi ostanki njegovega predhodnika Rekesvinta. Med špansko vojno za neodvisnost so grobnici, kjer so počivali ostanki obeh kraljev, oskrunile francoske čete.
Leta 1845 so ostanke obeh vladarjev v leseni skrinji, pokriti z karminastim žametom, po ukazu Izabele II prenesli v katedralo v Toledu, kjer so jih položili v glavno dvorano zakristije katedrale, kasneje pa v kapelo Ochavo, namenjeno relikvijam.
Leta 2014 je mestni svet Pampliege zaprosil za vrnitev ostankov kralja Wambe katedralnemu kapitlju toledske katedrale, kjer se trenutno nahajajo.
27. novembra 2017 so ostanke Wambe in Rekesvinta mozarabski kanoniki v procesiji prenesli in jih pokopali v niši kapele Corpus Christi, v kateri se vsakodnevno obhaja star hispanogotski obred, imenovan tudi vizigotski ali mozarabski, liturgija, ki je obstajala v času gotskih kraljev. Vsako leto se na začetku septembra praznuje slovesen pogrebni obred v njun spomin.
Figura kralja Wambe je pomemben lokalni simbol. V mestu se nahaja monolit z njegovo podobo, ulica in trg v njegovo čast, pečat z njegovim anagramom, podeželska hiša, vinska klet, rekreacijska skupina; celo katoliški delavski krog iz leta 1893 je poimenovan po njem.